# Antonio Medellín
António Medellín (Cidade do México, 15 de abril de 1942 — 18 de junho de 2017) foi um ator mexicano.

## Filmografia

### Telenovelas
- Tres veces Ana (2016) ....  Isidro Sánchez
- Lo imperdonable (2015) .... Juez
- Que te perdone Dios (2015) ....  Padre Francisco Ojeda Bernal
- La gata (2014) .... Diretor da cadeia
- Por siempre mi amor (2013) ....  Rodolfo Alanís
- Porque el amor manda (2012) .... Pánfilo Pérez
- Como dice el dicho (2011) ..... Heriberto
- La Fuerza del Destino (2011) ..... Gran Jefe Seri
- Cuando me enamoro (2010)... Isidro Del Valle
- Mi pecado (2009) ..... Modesto Flores
- Fuego en la sangre (2008) ..... Abuelo Fabio
- Barrera de amor (2005) ..... Octavio Mendoza
- Alborada (2005) .... Fray Pablo
- Contra viento y marea (2005) ..... Faustino
- Rubí (2004) ..... Ignacio Cárdenas
- Amarte es mi pecado (2004) ..... Heriberto Reyes
- Niña amada mía (2003) ..... Pascual Criollo
- Maria Belén (2001) ..... Refugio "Don Cuco"
- Ramona (2000) ..... Don Pablo de Asís
- La jaula de oro (1997) ..... Omar García
- La antorcha encendida (1996) ..... José Antonio Torres "Amo" Torres
- María la del Barrio (1995) ..... Dr. Carreras
- El vuelo del águila (1994) ..... Felipe Berriozábal
- Muchachitas (1991) ..... Alfredo Flores
- Ángeles blancos (1990-1991) ..... Dr. Cardoso
- Las grandes aguas (1989) ..... Antonio Álvarez
- La trampa (1988) .... Gastón
- Senda de gloria (1987) .... Luis Morones
- El padre Gallo (1986) .... Víctor
- Esperándote (1985) .... Federico Noguera
- Bodas de odio (1983) .... Francisco Torres Quintero
- Vanessa (1982) .... Guillermo
- Quiéreme siempre (1981) .... Dr. Alejandro
- Caminemos (1980)
- María José (1978)
- Viviana (1978) .... Roberto
- Yo no pedí vivir (1977) .... César
- El milagro de vivir (1975)
- La caída de Tenochtitlán (1974) .... Cuauhtémoc
- El manantial del milagro (1974) .... Armando
- Aquí está Felipe Reyes (1972) .... Felipe Reyes
- El amor tiene cara de mujer (1971) .... Carlos García Iglesias
- La recogida (1971) .... Luis
- La constitución (1970)
- La gata (1970) .... Damián Reyes
- Del altar a la tumba (1969)
- Secreto para tres (1969) .... Le Four
- Rubí (1968) .... Alejandro del Valle
- Águeda (1968) .... Ismael
- Los Caudillos (1968) .... Guerrero
- Atormentada (1967)
- El ídolo (1966)
- Vértigo (1966)
- Casa de huéspedes (1965)
- El dolor de vivir (1964)
- Juan José (1964)
- Siempre tuya (1964)
- El Profesor Valdez (1962)

### Filmes
- ¿Nos traicionará el presidente? (1991)
- El hijo de Lamberto Quintero(1990)
- Aquel famoso Remington (1982)
- Missing (1982) ....Assistente Rojas
- Mamá solita (1980)
- Hernan Cortez (1974)
- Rubertinaje (1971)
- Su excelencia (1966)
- Los 3 farsantes (1965)

### Séries
- Sexo y otros secretos (2007) ..... Don Tómas